# Freeport (Bahamy)
Freeport je město a zóna volného obchodu na Bahamském ostrově Grand Bahama. Freeport je druhé nejlidnatější město na Bahamách, v roce 2000 zde žilo 26 910 obyvatel.
Město má výhodnou polohu: je asi 130 km od floridského Palm Beach, má mezinárodní letiště a významný přístav. Ve Freeportu se narodilo mnoho slavných osobností jako například atlet Donald Thomas.

## Historie
Roku 1955 získal americký finančník Wallace Groves přes 200 km2 lesa a bažin, aby oblast hospodářsky pozvedl. Na území asi 550 km2 se neplatí daně, takže zde žijí bohatí lidé a firmy z celého světa sem přesouvají svá (často fiktivní) ústředí.

## Administrativní členění
Freeport je jedním z 32 bahamských obvodů. Na mapě je označen číslem 9. Správním centrem okresu je Freeport. Rozloha okresu je 558 km². V roce 2010 zde žilo 26 910 obyvatel.

## Ekonomika
Úřad Grand Bahama Port Authority (GBPA) provozuje svobodnou zónu na základě dohody Hawksbill Creek podepsané v srpnu 1955. Dohoda stanoví, že do roku 2054 se nebudou platit žádné poplatky.
Cestovní ruch je po obchodu druhým zdrojem příjmů Freeportu, který ročně navštíví přibližně milion návštěvníků. Velká část turistického průmyslu se nachází na pobřeží v okrese Lucaya, jehož název je odvozen od předkolumbovského domorodého obyvatelstva Lucayan.

## Doprava
Přístav mohou využívat i největší lodě a má kotviště pro výletní lodě, kontejnerový přístav a soukromý přístav včetně doku pro údržbu.
Letiště Freeport (kód letiště IATA: FPO, kód ICAO: MYGF) ročně odbaví téměř 50 000 vzletů a přistání.

## Podnebí
Nejteplejšími měsíci v roce jsou červenec a srpen. V lednu roku 1977 bylo možno pozorovat sněžení, což je v této oblasti vysoce vzácné.

## Partnerská města
- Newark, Spojené státy americké

## Osobnosti
- Tina Weisman (1965–2005), herečka
- Sebastian Bach (* 1968), bývalý zpěvák rockové skupiny Skid Row
- Quentin Hall (* 1977), basketbalista
- Andre Deveaux (* 1984), hokejista
- Donald Thomas (* 1984), skokan do výšky
- Devin Mullings (* 1985), tenista
- Buddy Hield (* 1992), basketbalista
- Alonzo Russell (* 1992), sprinter
- Brianne Bethel (* 1998), sprinterka
- Terrence Jones (* 2002), sprinter